# Bộ Nhật (日)
Bộ Nhật, bộ thứ 72 có nghĩa là "mặt trời" hoặc là "ngày" là 1 trong 34 bộ có 4 nét trong số 214 bộ thủ Khang Hy.
Trong Từ điển Khang Hy có 453 chữ (trong số hơn 40,000) được tìm thấy chứa bộ thủ này.

## Tự hình Bộ Nhật (日)

Giáp cốt văn
Kim văn
Đại triện
Tiểu triện

## Chữ thuộc Bộ Nhật (日)
| Số nét bổ sung | Chữ |
| -------------- | --- |
| 0              | 日/nhật/ |
| 1              | 旦/đán/ 旧/cựu/ |
| 2              | 早/tảo/ 旪/hiệp/ 旫 旬/quyên/ 旭/húc/ 旮/ca/ 旯/lạp/                                                                          |
| 3              | 旨/chỉ/ |
| 4              | 旰 旱 旲 旳 旴 旵 时 旷 旸 旹 旺 旻 旼 旽 旾 旿 昀 昁 昂 昃 昄 昅 昆 昇 昈 昉 昊 昋 昌 昍 明 昏 昐 昑 昒 易 昔 昕 昖 昗 昘 昙 |
| 5              | 昚 昛 昜 昝 昞 星 映 昡 昢 昣 昤 春 昦 昧 昨 昩 昪 昫 昬 昭 昮 是 昰 昱 昲 昳 昴 昵 昶 昷 昸 昹 昺 昻 昼 昽 显 昿             |
| 6              | 晀 晁 時 晃 晄 晅 晆 晇 晈 晉 晊 晋 晌 晍 晎 晏 晐 晑 晒 晓 晔 晕 晖                                                          |
| 7              | 晗 晘 晙 晚 晛 晜 晝 晞 晟 晠 晡 晢 晣 晤 晥 晦 晧 晨                                                                         |
| 8              | 晩 晪 晫 晬 晭 普 景 晰 晱 晲 晳 晴 晵 晶 晷 晸 晹 智 晻 晼 晽 晾 晿 暀 暁 暂 暃 暑                                           |
| 9              | 暄 暅 暆 暇 暈 暉 暊 暋 暌 暍 暎 暏 暐 暒 暓 暔 暕 暖 暗 暘 暙                                                                |
| 10             | 暚 暛 暜 暝 暞 暟 暠 暡 暢 暣 暤 暥 暦 暧 暨                                                                                  |
| 11             | 暩 暪 暫 暬 暭 暮 暯 暰 暱 暲 暳 暴 暵 暶 暷                                                                                  |
| 12             | 暸 暹 暺 暻 暼 暽 暾 暿 曀 曁 曂 曃 曄 曅 曆 曇 曈 曉 曊 曋 曌 曍                                                             |
| 13             | 曎 曏 曐 曑 曒 曓 曔 曕 曖 曗                                                                                                 |
| 14             | 曘 曙 曚 曛 曜 |
| 15             | 曝 曞 曟 曠 曡 曢 曤 曥 曦 曧 曨                                                                                              |
| 16             | 曣 |
| 17             | 曩 |
| 19             | 曪 曫 曬 |
| 20             | 曭 曮 |
| 21             | 曯 |